# Orange Sport Info
Orange Sport Info – kanał telewizyjny o charakterze sportowym (drugi po Orange Sport), należący do Orange Polska działający w latach 2009–2011. Redaktorem naczelnym stacji był Janusz Basałaj.
Stacja nadawała w godzinach 7:00-23:00 i miała profil sportowo-informacyjny. Newsy sportowe na antenie Orange Sport Info nadawane były co pół godziny. Nad realizacją programu pracowała ta sama ok. 100 osobowa załoga, która tworzyła Orange Sport. Kanał rozpoczął nadawanie 6 kwietnia 2009 roku początkowo tylko w sieci IPTV Neostradzie z telewizją. 8 czerwca 2009 roku kanał dostał od KRRiT koncesję na nadawanie drogą satelitarną, a oficjalne nadawanie z satelity rozpoczął 4 sierpnia 2009. Kanał dostępny był w ofercie telewizyjnej Telekomunikacji Polskiej, Cyfrze+, Cyfrowym Polsacie i n. 1 września 2011 został połączony z kanałem Orange Sport, a dotychczasowi abonenci kanału otrzymali dostęp do kanału Orange Sport, który dotąd dostępny był jedynie w ofercie satelitarnej i IPTV TP. Przeprowadzane zmiany były wynikiem utraty przez nadawcę praw do pokazywania rozgrywek piłkarskiej Ekstraklasy.

## Transmisje sportowe
- Puchar interkontynentalny w lekkoatletyce - zawody z cyklu IAAF
- Wschodzący Białystok Superliga Tenisa Stołowego
- Superpuchar Ekstraklasy S.A.
- Wybrane mecze towarzyskie w piłce nożnej (klubowe i państwowe).
- Ligue 1 (mecz w sobotę i niedzielę)
- Tenis Stołowy - liga polska - play-off
- Red Bull Air Race
- Red Bull X-Fighters
- Rugby - Top 14 Liga francuska
- Scottish Premier League
- Puchar Niemiec i Francji
- Mecze Arsenalu Londyn
- Mecze Realu Madryt
- Wybrane mecze Manchesteru United

## Programy
- Sport raport - program informacyjny
- Teraz kibice mówią - amatorzy komentujący mecze polskiej Ekstraklasy w piłce nożnej
- Ekstraklasa raport - program piłkarski
- Info wieczór - sportowe podsumowanie dnia
- Przegląd prasy - program sportowy
- Info starter - codzienny program poranny
- Info weekend - weekendowy poranny program informacyjny
- Dwa fotele - redaktor naczelny w rozmowie ze znaną osobą o sporcie i nie tylko
- Dzień z Mistrzem - 24 godziny ze znanym sportowcem
- Mój pierwszy raz - pierwsze kroki dziennikarzy Orange sport w różnych dyscyplinach sportowych
- Top gol - magazyn piłkarski, wszystkie bramki z ligi polskiej, francuskiej i portugalskiej
- FIBA - magazyn koszykarski
- FIM moto show - magazyn motoryzacyjny
- Piękna i bestia - niedzielny magazyn, w którym prowadząca i ekspert Orange Sport Paweł Zarzeczny rozmawiają o sporcie przy kawie
- Fakt Raport - kontrowersyjne tematy ze świata sportu
- Nocny Hyde Park - dyskusja z gościem i widzami na określony temat
- Siłownia - cotygodniowa dyskusja z udziałem zaproszonych gości